# Медаль имени Флоренс Найтингейл
Медаль имени Флоренс Найтингейл (англ. Florence Nightingale Medal) — награда Международного комитета Красного Креста, которая присуждается медицинским сёстрам и братьям за исключительную преданность своему делу и храбрость при оказании помощи раненым и больным, как в военное, так и в мирное время.

## История
Учреждена в 1912 году Международным Комитетом Красного Креста в честь Флоренс Найтингейл. Номинация кандидатов происходит раз в два года. Список награждённых объявляется 12 мая, в день рождения Флоренс Найтингейл.

## Положение о медали
«Медалью Флоренс Найтингейл награждаются дипломированные медсёстры и медбратья, добровольные санитары и санитарки, являющиеся членами национальных обществ Красного Креста и Красного Полумесяца или активно сотрудничающие с национальными обществами Красного Креста и Красного Полумесяца или с учреждениями, оказывающими медицинскую помощь.
Медаль может быть присуждена лицам, принадлежащим к указанным категориям и проявившим в мирное или военное время следующие качества:
- исключительное мужество и самоотверженность при уходе за ранеными, больными, инвалидами или гражданскими лицами, пострадавшими в результате конфликта, стихийного бедствия или катастрофы;
- преданность делу, новаторский дух и творческий подход в профилактической медицине, здравоохранении и подготовке среднего медицинского персонала.

Медаль может быть присуждена посмертно, если представленное к награждению лицо погибло при исполнении своего долга».

## Описание медали
Медаль в форме заострённого овала изготовлена из позолоченного серебра. На лицевой стороне медали на ободке надпись на латинском языке: «Ad memoriam Florence Nightingale 1820—1910» («В память Флоренс Найтингейл 1820—1910»); в центре — изображение женщины со светильником, как символ добра, света, милосердия и надежды. На оборотной стороне медали на ободке надпись на латинском языке: «Pro vera misericordia et cara humanitate perennis decor universalis» («За истинное милосердие и заботу о людях, вызывающие восхищение всего человечества»); в центре — гравированное имя награждённой и дата награждения.
Медаль крепится к заколке в форме прямого равноконечного креста красной эмали, обрамлённого лавровым венком с листьями зелёной эмали и ягодами красной эмали. Через заколку пропущена лента в форме плоского банта.
Лента медали белая с широкими красными полосами по краям и узкими жёлтыми полосками ближе к центру.